# The Thing (película de 2011)
The Thing, conocida en español por los títulos La Cosa y La Cosa de otro mundo, es una película de terror y ciencia ficción dirigida por Matthijs van Heijningen Jr., escrita por Eric Heisserer, y protagonizada por Mary Elizabeth Winstead y Joel Edgerton en los papeles principales. Es una precuela de la película The Thing de John Carpenter de 1982, a su vez adaptación de la película The Thing from Another World (El Enigma de Otro Mundo) de 1951, basadas en la novela de 1938 de John W. Campbell Jr. Who Goes There?

## Argumento
En invierno de 1982, un platillo volante es descubierto en el hielo antártico por un equipo de investigación noruego: Edvard (Trond Espen Seim), Matias (Ole Martin Aune Nilsen Jonas), Jonas (Kristofer Hivju), Olav (Jan Gunnar Røise), Karl (Carsten Bjørnlund), Juliette (Kim Bubbs), Lars (Jørgen Langhelle), Henrik (Jo Adrian Haavind), Colin (Jonathan Lloyd Walker) y Peder (Stig Henrik Hoff). La paleontóloga Kate Lloyd (Mary Elizabeth Winstead) es reclutada por el Dr. Sander Halvorson (Ulrich Thomsen) y su asistente Adam Finch (Eric Christian Olsen) para investigar el descubrimiento del equipo. Viajan a la Base Thule de Noruega en un helicóptero Sikorsky S-61R pilotado por Carter (Joel Edgerton), Derek (Adewale Akinnuoye-Agbaje) y Griggs (Paul Braunstein). Después de ver la nave espacial, Kate, Sander y Adam son informados que el grupo también ha descubierto un alienígena enterrado en el hielo.
El extraterrestre es transportado a la base noruega en un bloque de hielo. Sander ordena la recuperación de una muestra de tejido de la criatura, haciendo caso omiso a las advertencias de Kate de no hacerlo ya que no saben de lo que podría ser capaz el ser alienígena. Esa noche, mientras el equipo celebra su búsqueda, Derek que fue por más licor observa la resurrección del alienígena y su escape de las instalaciones. El equipo, alertado, busca a la criatura y descubre que mató al perro de Lars. Olav y Henrik encuentran al alienígena, quien mata a Henrik con una especie de látigo-arpón que lo arrastra a su perdición. El resto del grupo llega y prenden fuego a la cabaña matando aparentemente criatura. Más tarde Kate, en una autopsia del cadáver revela que sus células se mantienen vivas, y que consumen e imitan al cuerpo de Henrik excepto sus implantes metálicos por una cirugía en la pierna.
Derek, Carter, Griggs y Olav preparan el helicóptero Sea King para buscar ayuda. Justo antes de partir, Kate descubre empastes dentales metálicos cubiertos de sangre cerca del lavabo, y corre afuera y da señales de aterrizaje a los pilotos del helicóptero. Cuando intentan aterrizar, Griggs se transforma en un monstruo para atacar a Olav y el vehículo impacta en las montañas.
Cuando Kate regresa a la ducha, ella encuentra que la sangre ha sido limpiada. El equipo de la base intenta buscar ayuda a otro pueblo, pero Kate los enfrenta con su teoría de que la Cosa es capaz de imitarlos y de que probablemente lo haya hecho con alguien de la expedición y que deberían hacer cuarentena porque si no propagarían la infección de la criatura. El equipo hace caso omiso a sus aclaraciones, pero Juliette dice que vio a Colin salir del baño. Juliette conduce a Kate al lugar donde se guardan las llaves para impedir más propagaciones. Mientras Kate busca, Juliette se transforma en la Cosa y ataca a Kate. Ella escapa, pasando junto a Karl, quien es asesinado por la criatura. Lars llega con un lanzallamas y quema a la Cosa-Juliette, el equipo quema los cadáveres atacados por la cosa para evitar más infectados.
En la noche Carter y Derek regresan a la base, pero el equipo no cree que ellos podrían haber sobrevivido el accidente pensando que son criaturas. Kate mantiene a Carter y a Derek en cuarentena hasta hacerles un examen, para comprobar si son humanos. Adam y Sander desarrollan un examen, pero el laboratorio es destruido en un aparente acto de sabotaje cuando ambos hombres abandonan el lugar en el momento. Kate propone hacer otro examen; creyendo que la Cosa no puede imitar material inorgánico, ella inspecciona el equipo y los selecciona en un grupo que no contiene dientes postizos: Sander, Edvard, Adam y Colin. Lars y Jonas se van para traer de vuelta a Carter y Derek, descubren que ambos escaparon de la cuarentena. Cuando Lars ingresa en un local en busca del dúo, lo apresan y lo llevan dentro. Jonas regresa donde Kate y Peder, pidiendo ayuda. Carter y Derek entran por la fuerza a la cabaña, Peder los apunta con su lanzallmas pero Derek tiene una pistola y lo dispara a quemarropa, matando a Peder y dañando el tanque de gasolina del lanzallamas. El combustible se inflama, causando una explosión que deja a Edvard inconsciente. Mientras lo llevan para curarlo, a Edvard se le desprende un brazo revelando ser una Cosa, infectando a Jonas y matando a Derek atravesando con uno de sus apéndices en forma de látigo, luego ataca a Adam de la misma forma que a Derek y lo asimila de una forma horrible (absorbiendo su rostro hasta convertirse en el monstruo de dos cabezas de la película original). Kate quema al Jonas infectado y al cuerpo de Derek antes de que resucite, ella y Carter persiguen al monstruo. Mientras el dúo lo busca, la Cosa de dos caras encuentra e infecta a Sander. Después que el dúo se separa, la Cosa de dos caras acorrala a Carter en la cocina, pero Kate llega y lo quema antes que pueda atacarlo y queda aparentemente muerto en el exterior. Kate y Carter ven entonces a Sander llevarse un vehículo en medio de la ventisca y lo persiguen en la moto de nieve que queda.
Llegan a la nave espacial, ahora activa. Kate cae en la nave y es separada de Carter. Enfrentada por la monstruosa Cosa-Sander, Kate la destruye con una granada explosiva, y la reacción en cadena desactiva la nave. Cuando Kate y Carter regresan al vehículo, Kate se da cuenta de que Carter es una Cosa cuando no lleva su pendiente y además indica la oreja incorrecta en donde debería llevarlo. Kate sin dudarlo quema a Cosa-Carter y tras ello se monta en la otra moto de nieve. Finalmente, Kate contempla la desolada escena tras ella con rostro inexpresivo para alejarse posteriormente hacia algún lugar indeterminado, probablemente la distante base rusa.
En la siguiente escena se alterna una última secuencia de hechos con los créditos principales de la película. En ella, se ve como a la mañana siguiente, el piloto Matías llega a la base en helicóptero y descubre los horrores que allí sucedieron. Tras descubrir el suicidio de Colin en la estación de radio, aparece Lars visiblemente alterado y ordena a Matías a punta de fusil que le muestre sus empastes para probar si es humano. Matías obedece demostrando que es humano, pero un instante después aparece de entre los escombros el perro muerto de Lars, el cual escapa a toda prisa. Lars y Matías rápidamente tratan de perseguirlo y darle caza disparando desde el helicóptero sin éxito. Justo entonces la escena se va al negro dando así inicio a la película La cosa de 1982.

## Reparto
- Mary Elizabeth Winstead como Dra. Kate Lloyd, paleontóloga de vertebrados estadounidense, de la Universidad de Columbia[1]
- Joel Edgerton como Sam Carter. Exmilitar estadounidense y piloto del Helicóptero que transporta al grupo hasta Thule [2]
- Ulrich Thomsen como Dr. Sander Halvorson. Líder danés del equipo que llega a Thule[3]
- Eric Christian Olsen como Adam Finch. Ayudante de Sander Halvorson [4]
- Adewale Akinnuoye-Agbaje como Derek Jameson. Exmilitar estadounidense y copiloto del helicóptero que transporta al grupo hasta Thule [5]
- Jonathan Lloyd Walker como Colin. Operador de radio británico de la base Thule [6]
- Kim Bubbs como Juliette, geóloga francesa que forma parte del equipo de Edvard
- Stig Henrik Hoff como Peder. Miembro del equipo noruego[7]
- Trond Espen Seim como Edvard. Líder noruego del equipo de la Base Thule[8]
- Carsten Bjørnlund como Karl. Geólogo Noruego
- Jørgen Langhelle[9] como Lars. Exmilitar noruego que trabaja como Mecánico, conductor de Snowcat y cuidador de perros de la base. Es el único miembro del equipo noruego que no habla inglés. Al final de la película se revela como el tirador noruego que persigue al perro-cosa en el inicio de La cosa
- Jan Gunnar Røise[4] como Olav. Geofísico Noruego
- Kristofer Hivju[4] como Jonas. Investigador Polar Noruego
- Jo Adrian Haavind[10] como Henrik. Investigador Polar Noruego

## Producción

### Desarrollo
Después de la creación del remake de El amanecer de los muertos, los productores Marc Abraham y Eric Newman buscaron un nuevo proyecto a través de Universal Studios. Al enfocarse en La cosa de John Carpenter, los dos convencieron a Universal crear una precuela en lugar de un remake, cuando sintieron que rehacer la película de Carpenter sería como «pintar un bigote en la Mona Lisa». Eric Newman explicó: «Seré el primero en decir que nadie intenta hacer Tiburón otra vez, y ciertamente no deseo a nadie haciendo un remake de El exorcista... Y realmente siento lo mismo por La cosa. Es una gran película. Pero una vez que nos demos cuenta que hubo una nueva historia que contar, con los mismos personajes y el mismo mundo, pero desde una perspectiva diferente, decidimos ponernos un reto. Es la historia sobre los chicos que son realmente fantasmas en la película de Carpenter. Ellos ya están muertos. Pero cuando Universal nos dio una oportunidad para contar su historia fue irresistible».
A inicios de 2009, Variety reportó el lanzamiento de un proyecto para filmar una precuela —posiblemente siguiendo al hermano MacReady durante los eventos que dieron inicio a la película del 1982— con Matthijs van Heijningen Jr. como director y Ronald D. Moore como guionista. Matthijs van Heijningen Jr. estuvo involucrado en el proyecto cuando su primer largometraje planeado, una secuela del remake de El amanecer de los muertos, una película de zombis ocurrida en La Vegas escrita y producida por Zack Snyder, quien dirigió el remake de El amanecer de los muertos, y coproducida por Abraham y Newman, llamada El ejército de los muertos, fue cancelado por el estudio tres meses antes que la producción comenzó. Con la necesidad de iniciar todo nuevamente, consultó a su agente para ver si hubo un proyecto de La cosa en desarrollo, desde Alien, el octavo pasajero y La cosa como sus películas favoritas. Como fan de la película de Carpenter, estuvo interesado en el proyecto porque, siendo europeo, siempre ha preguntado lo que pasó en el campo noruego. En marzo de 2009, Moore describió su guion como una «pieza de acompañamiento» para la película de Carpenter y «no un remake». «Estuvimos contando la historia de un campo noruego que encontró la Cosa antes que el grupo de Kurt Russell lo haga», dijo. Eric Heisserer fue más tarde contratado para completar el guion de Moore. Heisserer explicó que en la escritura del guion, fue necesario para él investigar toda la información que fue revelada sobre el campo noruego en la primera película, mostrada en pequeños detalles, de tal modo que sería incorporada en la precuela para crear una historia consistente». La decisión para titular la película como la primera se debió a que los productores sintieron que añadir un «título con dos puntos» como el Exorcista II: El hereje sería poco respetuoso.
Matthijs van Heijningen Jr. explicó que el creó la película para no ser simplemente una película de terror, si no para también enfocar a gran escala en el drama humano con la interacción entre los personajes, como tuvo la primera película. El director sintió que las películas de terror trabajan mejor cuando se explorar los pasajes emocionales de los personajes, permitiendo a la audiencia preocuparse por ellos. Mary Elizabeth Winstead insistió en que la película no incluiría ningún elemento romántico o sexual con su personaje, ya que sería inapropiado para el tono de la película. Adewale Akinnuoye-Agbaje dijo que la película trataría de recrear el sentimiento de paranoia y desconfianza que la primera película tuvo, donde los personajes no pueden contar que han sido infectados por la Cosa. Los cineastas esbozaron inspiraciones adicionales para la película de la novela original ¿Quién anda ahí?, para hacer que los personajes de las películas sean científicos educados diferente a trabajadores manuales. Sin embargo, los productores no crearon influencias de los eventos del videojuego de la franquicia. El director también esbozó inspiraciones adicionales de la película Alien, el octavo pasajero en la creación de la película, particularmente en referencia a su protagonista femenino, y en la forma como las criaturas alienígenas no son mostradas por completo. Matthijs van Heijningen también citó las películas del director Roman Polanski como influencias, como sus trabajos en El bebe de Rosemary. Los actores noruegos fueron elegidos para interpretar personajes noruegos en la película, y el director permitió que los actores improvisar diferentes elementos de lo que fue escrito cuando sintieron que fue apropiado, como una escena donde los personajes cantan una canción popular noruega llamada Sámiid Ædnan («Laponia»). Varias escenas donde los personajes hablan noruego fueron subtitulados, y la barrera lingüística entre ellos y los personajes de habla inglesa es explotada para añadir un sentimiento de paranoia en la película. El director Matthijs van Heijningen dijo que la película mostraría a las criaturas alienígenas en su «forma pura», cuando fue descubierta en su nave por los noruegos; sin embargo, no se revela si esta es la forma original de la criatura o la forma de otra criatura que ha asimilado. John Carpenter desea tener un cameo en la película, pero conflictos en el programa impidió esto.

### Filmación y posproducción
La película fue filmada en un formato anamórfico en una película de 35 mm, ya que el director no le gusta el aspecto de las películas filmadas digitalmente. El director escogió no hacer cortes rápidos en la película, en lugar optando por un ritmo más lento, esperando construir una sensación de inminente pavor. La precuela fue filmada en los estudios Pinewood Toronto, Port Lands el 22 de marzo de 2010, y finalizó el 28 de junio de 2010. En el set, el director tuvo una laptop que contuvo «un millón» de capturas de pantalla de la película de Carpenter, que él uso como un punto de referencia para mantener el campo noruego visualmente consistente con la primera película. Alec Gillis y Tom Woodruff, Jr. creó efectos prácticos de criatura para la película, en los estudios de Amalgamated Dynamics. Además de crear los efectos para la transformación de humano a la Cosa, Gillis, Woodruff y su equipo tuvieron el reto para mostrar el aspecto del alien dentro del bloque de hielo descubierto por los noruegos. Mientras esto fue inicialmente intencionado para ser mostrado como una silueta, el director le gustó los diseños y los animó para crear un aspecto completo de la criatura, que fue producido creando un traje de monstruo que Tom Woodruff vistió. El equipo de efectos especiales optó por usar animatronics operadas por cables sobre controles hidráulicos más complejos, ya que consideraban que dio una mayor «sensación orgánica». Para emular los efectos de la criatura de la primera película, Heisserer reveló que los efectos especiales tradicionales serían usados en las criaturas cada vez que sea posible. Las imágenes generadas por computadora de la película fue creada por Image Engine, la casa de efectos que trabajo en Sector 9 (2009) de Neil Blomkamp. Los gráficos de computadora fueron usados para crear digitalmente extensiones en algunas efectos prácticos de animatronics, así como para retoques digital de maté y extensiones de escenarios. Alec Gillis declaró que los progresos de la tecnología de animatronic desde 1982 combinada con efectos digitales permitieron que el equipo de efectos se explaye en la concepción de posibles criaturas. Matthijs van Heijningen prefirió usar efectos prácticos en las imágenes computadorizadas, al creer que los actores entregan un mejor rendimiento actoral cuando ellos reaccionan a algo físico. Dobles cubiertos con gel retardante de fuego fueron usados en escenas donde los personajes son quemados. La banda original de Ennio Morricone fue reflejada en la música de la película, pero fue inicialmente reportado que Morricone no musicalizaría la película, ni la música de 1982 fue usada. Sin embargo, su tema «Humanity (Part II)» de la banda sonora de la película de 1982 aparece en una escena adicional durante los créditos finales de la precuela.
El interior de la nave alienígena fue creada por el diseñador Sean Haworth. Para diseñar la nave, Haworth recreó lo pequeño que fue mostrada en la nave especial en la película de Carpenter, entonces «llenando los vacíos» para lo que no fue originalmente mostrado. Haworth y un equipo de aproximadamente doce crearon el interior de la nave como un escenario interior de varias plantas altas construida principalmente de una combinación de espuma, yeso, fibra de vidrio y madera contrachapada. La nave fue diseñada específicamente para darle un aspecto que no estuvo hecha para la comodidad humana, pero tanto que las criaturas más exóticas de diferentes tamaños y formas que podían caminar sobre cualquier superficie. Una sección de la nave llamada el «cuarto de especímenes» fue diseñada para sugerir que los criaturas alienígenas han coleccionado especímenes de diferentes especies alienígenas de todo el universo para una expedición zoológica.
Mientras la película fue originalmente elaborada para el lanzamiento en abril, Universal Pictures cambió la fecha al 14 de octubre de 2011, para permitir tiempo para regrabar. La intención de las regrabaciones fue para «realzar secuencias existente o dejar muy claro un par de ritmos en la historia o añadir marcas de puntuación para la sensación de pavor de la película». En su página de Facebook, Matthijs van Heijningen Jr. afirmó que las regrabaciones de la película incluyó haciendo un final totalmente diferente, refiriendo al corte final como la «versión piloto y el nuevo corte como la «versión tetris». En el final original, Kate fue a descubrir los pilotos originales de la nave espacial que todos han sido matados por la Cosa, el cual fue un espécimen en fuga que ellos han coleccionado de otro planeta, implicando que la nave fue impactada en un intención de matar el monstruo. «Me gustó esa idea porque sería el campo noruego en el espacio. Kate ve el cuarto de especímenes y un espécimen estando roto, entregándole las pistas de lo que pasó. Lo que no funcionó fue que ella quería encontrar a Sander y detener la nave de despegue y todavía resolver el misterio de la nave. Estas dos energías están en conflicto.»